# Mack Hellings
Mack Hellings (n. 14 septembrie 1915 - d. 11 noiembrie 1951) a fost un pilot de curse auto american care a evoluat în Campionatul Mondial de Formula 1 între anii 1950 și 1951. A decedat într-un accident de avion în Kern County, California în 1951.